# Barsella
Barsella, auch Barcella oder Barchilla, war ein spanisches Volumenmaß in Alicante und Valencia, auf Mallorca und Menorca und als ein gebräuchliches Frucht- und Getreidemaß in Anwendung. An verschiedenen Orten hatte es auch verschiedene Inhalte. 
- in  Alicante hatte 1 Cahiz/Catisse/Caffise = 12 Barsella 
  - 1 Barsella = 1035 Pariser Kubikzoll = 20,5 Liter
- Mahon auf Minorca und Palma auf Mallorca
  - 1 Barsella = 8 Almudas = 606 1/6 Pariser Kubikzoll = 12 Liter
  - 6 Barcellas = Quartera
- Valencia
  - 1 Barsella = 839 ¾ Pariser Kubikzoll = 16 13/20 Liter
  - 1 Barsella = 4 Almudas = 4 Celemines = 8 Medios = 16 Quarterones